# Santiga

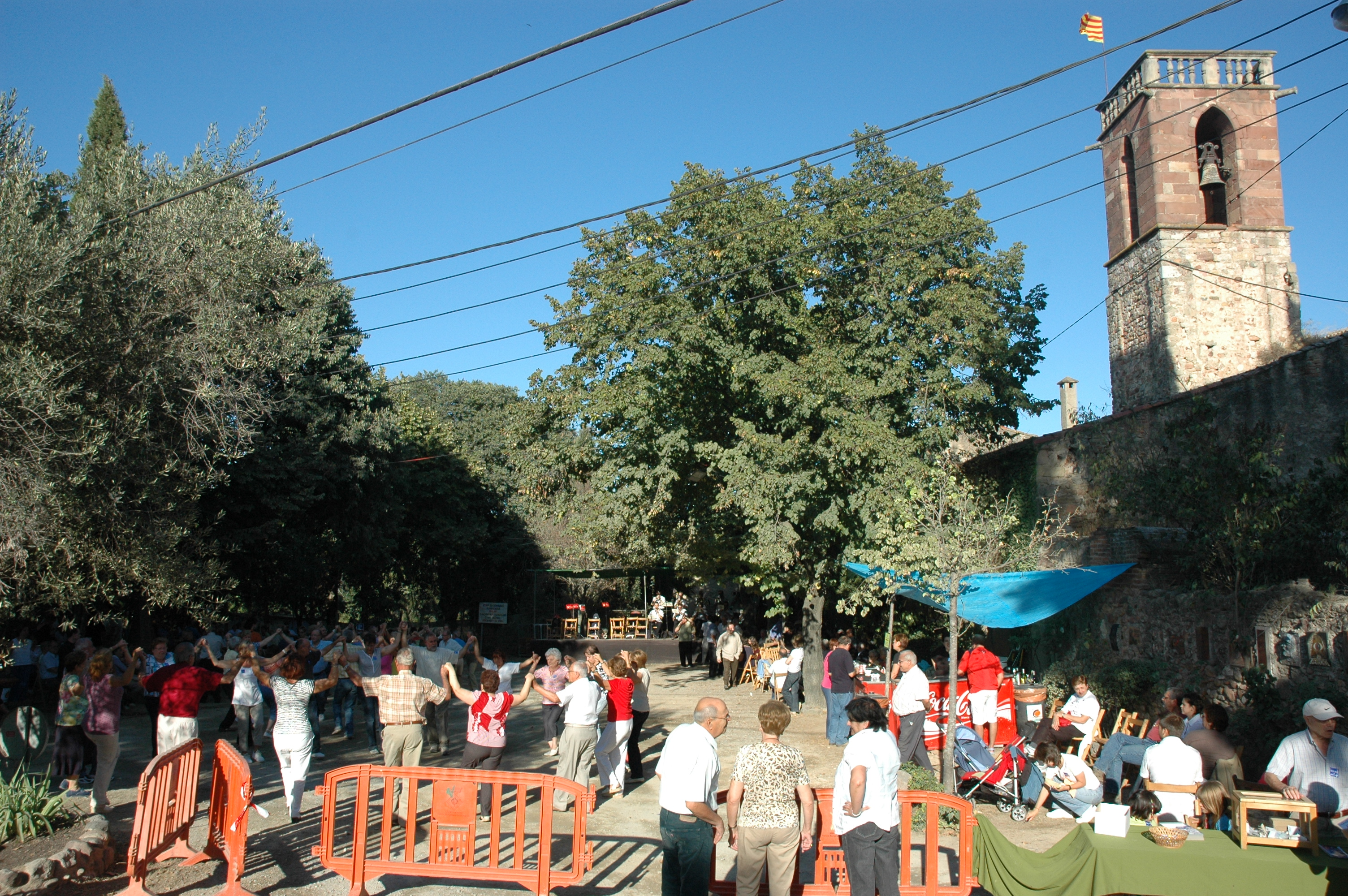
Jornada de sardanas en 2008. A la derecha, la Iglesia.

Santiga es un núcleo de población del municipio de Santa Perpetua de Moguda, en la provincia de Barcelona. En 2005 contaba con 18 habitantes censados.
Se ubica en el valle del Santiga, cerca de la carretera que une Sabadell con Mollet del Vallés (carretera B-140). En Santiga hay constancia de presencia romana. El primer documento donde se menciona la población está fechado en el año 983, en que un tal Bellit dóna a Sant Cugat diverses propietats a Sant Menat (Setmenat), Granollers, Santiga i altres llocs. Antigua cuadra, centrada por una casa romana, se convirtió en castillo en 1389.
La Iglesia parroquial de Santa María de Santiga fue consagrada en 1193 y se venera, además de la titular, la imagen de la Virgen de la Hiedra, encontrada según la tradición en 1624. A mediados del siglo XIX, se agrega la parroquia rural de Santa María la Antigua a la Iglesia de Santa Perpetua. El núcleo da nombre al polígono industrial de Santiga.
Cada primavera, desde 1984, se celebra la Fiesta del Árbol para perpetuar el recuerdo de un poeta en catalán. Se cuelga una placa en honor al poeta homenajeado en la Pared de los sentimientos.
Cada año se celebra una Jornada de sardanas, el segundo domingo de septiembre.